# Sainte-Souline
Sainte-Souline – miejscowość i gmina we Francji, w regionie Nowa Akwitania, w departamencie Charente.
Według danych na rok 1990 gminę zamieszkiwały 104 osoby, a gęstość zaludnienia wynosiła 14 osób/km² (wśród 1467 gmin regionu Poitou-Charentes Sainte-Souline plasuje się na 886. miejscu pod względem liczby ludności, natomiast pod względem powierzchni na miejscu 971.).